# Rokurokubi

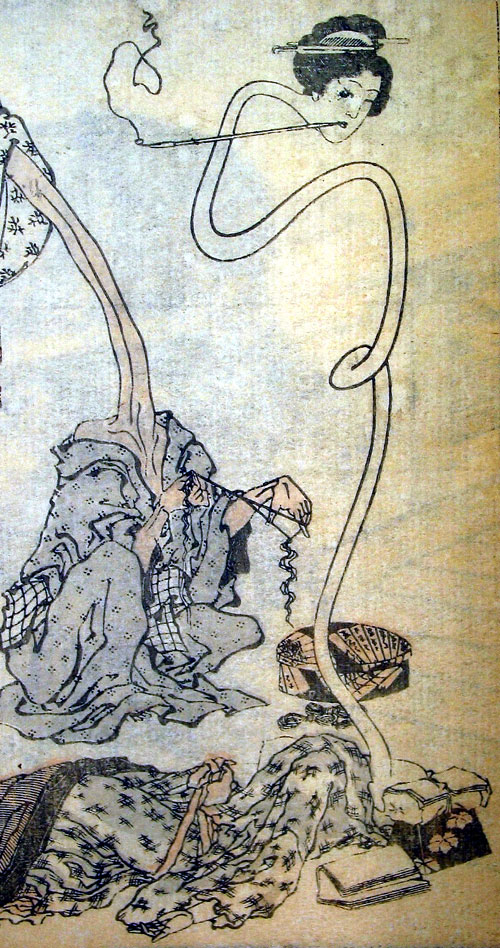
Hokusai rokurokubi

A rokurokubi (japánul: ろくろ首 vagy 轆轤首, ろくろくび; magyarul: "csigás nyak" vagy "megnyúlt nyak") a japán jókaiok egyik fajtája. Nappal kinézetre átlagos emberi lény (általában női), azonban a megjelenése éjszaka megváltozik. Ekkor képes lesz a nyakát bármilyen hosszúra kinyújtani. A nukekubi (japánul: 抜け首 vagy ぬけくび) egy másik fajtája, aminek az a jellegzetessége, hogy a feje leválik a testéről. A régi japán szellemtörténetekben (kaidanokban), valamint régi japán festményeken gyakorta előfordul.

## Nevének eredete
A rokurokubi név kettő szóból áll: rokuro és kubi. A rokuro (ろくろ) szó több szóra is utal, ez a fazekaskorong (轆轤) , vizeskút csigája (井戸のろくろ), valamint az esernyő tolója (下ろくろ). A kubi (首, くび) magyarul nyakat jelent.

## Eredet
Az első történetek a rokurokubikról az Edo-korban jelentek meg. Inspirációja ezeknek valószínűleg a hasonló kínai lényekről szóló népmesék és irodalmi szövegek voltak.

## Jellemzői
Bár a legtöbb jókai jókainak született, de a rokurokubik korábban emberek voltak, és csak egy átok következtében váltak ilyen szörnyekké. Az átoknak több oka is lehet, ilyen például bűn elkövetése az istenek és a természet ellen, vagy ha egy feleség nem volt hűséges a férjéhez. Ám az is gyakran előfordult, hogy az apjuk, a férjük vagy bármelyik másik családtagjuk követett el bűnt, azonban az átok így is a nő fejére szállt. Egyes legendák szerint ez az átok anyáról lányára öröklődik.
A rokurokubik nappal egyszerű embereknek tűnnek, csak éjszaka válik látható igazi alakjuk. Ekkor bár a testük alszik, de a több méter hosszúvá kinyúlt nyakuk szabadon tekeredik a házban. A legtöbben tisztában vannak jókai mivoltukkal, de mégis előfordul, hogy valamelyikük embernek hiszi magát. Ők az éjszaka történteket álmoknak tartják. Általában nőként vannak ábrázolva, de pár történet szerint férfiak is lehetnek ezek.
A rokurokubik nem számítanak olyan veszélyesnek, mint a nukekubik. Éjszaka általában lámpaolajjal vagy ritkán kis állatokkal táplálkoznak. Embereket nem esznek, de szoktak rájuk támadni, ám az is egyénenként változik, hogy ki milyen emberre. Van olyan rokurokubi, aki csak férfiakra, más csak bizonyos buddhista doktrínát megszegőkre, és van olyan is, aki csak a kilétüket felfedezőkre. A támadások legtöbbször egyszerű csínytevések: ijesztgetés, tárgyak feldöntése, kémkedés. Azért, hogy titkuk rejtve maradjon, a legtöbben olyan embereket támadnak meg, akik nem emlékeznének rá, vagy pedig más nem hinné el neki a történteket. Ezért bolondok, részeg vagy alvó emberek a leggyakoribb áldozataik.
Mivel a rokurokubik nappal pontosan úgy néz ki, mint egy átlagos ember, ezért nem könnyű őket beazonosítani. Egy rokurokubit felismerni legkönnyebben a nyakán lévő striákból lehet, viszont hogy ezeket elrejtsék gyakran hordanak sálat vagy több réteg ruhát a nyakuk körül. Más történetekben pedig a lámpaolaj készletek megcsappanásából jöttek rá az emberek arra, hogy egy rokurokubi él közöttük.

## Nukekubi
A nukekubi a rokurokubi egyik fajtája. Szintén éjszaka változnak át, de nekik a fejük leválik a testükről, a nyaka korlátozása nélkül nagy távolságra is képesek elrepülni. A legendák szerint sokkal veszélyesebbek, mint a rokurokubik. Míg az utóbbiak általában egyszerű csínytevéseket követnek el, addig a nukekubik állatokra és emberek is rátámadnak azért, hogy mint a vámpírok, a vérükkel táplálkozzanak. Előfordulhat olyan is, hogy áldozatukat halálra marják. Azonban rokurokubikhez hasonlóan náluk is előfordulhat olyan, hogy nem tudnak arról, hogy valójában jókaiok, és így az éjszakai tetteikről sincs fogalmuk.
Megölésüknek a legjobb módja az, ha éjszaka elrejtjük a testét úgy, hogy a feje ne találjon rá és így ne tudjon újra hozzákapcsolódni. Ha ez megtörténik, akkor reggel a nukekubi meghal. Egy legenda szerint viszont van gyógyír is erre az állapotra: A történet szerint egy férfi, aki elvett egy nukekubit, úgy hallotta, hogy egy fehér szőrű kutya májának elfogyasztása megszünteti az átkot. Ezért megölte a kutyáját, majd annak a máját megetette a feleségével. A nő bár meggyógyult, azonban az átkot átadta a lányának. Amikor a lány következő éjszaka először átváltozott, a kutya szelleme megjelent, beleharapott a jókai fejébe, amitől az meghalt.

## Legendák
Egy Echizenből származó legenda egy nukekubi nőről szól. Feje éjszakánként a fővárosig repült, ahol férfiakat üldözött egészen azok házáig, majd a zárt ajtókba mélyen beleharapott. Mikor a lány felfedezte az átkát, olyan nagy szégyent érzett, hogy megkérte a férjét, váljon el tőle. Ezután rituálisan levágta az összes haját, majd öngyilkos lett.
Egy másik történet szerint egy teljes falunyi rokurokubi lett felfedezve. Az összes falusi sálat hordott, hogy ezzel elrejtse a nyakán látható striákat.
Egy úrnak feltűnt, hogy lámpákban használt olaj mennyisége megcsappant, ezért arra kezdett gyanakodni, hogy az egyik szolgálólánya rokurokubi. Kitalálta, hogy este meglesi. Amikor a szolgálólány aludt, a nyaka és mellkasa között gőz jelent meg. Ezután átfordult álmában, de csak a teste mozdult el, a feje a helyén maradt, a nyaka pedig hosszan elnyújtva kötötte össze a kettőt. Másnap a gazdája elbocsátotta. A lánynak később se volt szerencséje, minden helyről, ahol dolgozott, kevés idő után kirúgták. Soha nem jött rá azonban arra, hogy valójában rokurokubi.
Egy Enshuból származó szerzetes, Kaishin és egy Oyotsu nevű nő együtt elszökött. Az utazásuk alatt Oyotsu megbetegedett, és mivel kezdett a pénzük is elfogyni, a szerzetes inkább megölte a nőt, és annak pénzét is magával vitte. Később megszállt egy fogadóban, ahol megtetszett neki a fogadós lánya. Együtt töltötte vele az éjszakát, ám a lánynak az arca álmában Oyotsuévá változott és dühösen megvádolta a szerzetest a meggyilkolásával. Másnap a bűneit megbánva Kaishin elmesélte tettét a fogadósnak. Ő válaszul elmesélte, hogy ő is hasonlót tett régen: megölt egy nőt a pénzéért, abból építette a fogadót. Ám a bűne miatt a lánya rokurokubivé vált. A történtek után a szerzetes visszatért a templomába, ahol egy sírt emelt Oyotsunak, és minden nap imádkozott a lelkéért.
Egy szamurájból lett vándorpap egyik éjjel egy favágónál és annak családjánál szállt meg. A pap késő estig imádkozott, majd mivel megszomjazott, kiment a szobából vízért. Ekkor fedezte fel, hogy a favágó és a családjának teste a hálószobájukban a fejük nélkül fekszik. Ekkor jött rá, hogy rokurokubik csapdájába esett. Kiszökött a házból, ám észrevette, hogy a fejek az udvaron bogarakat és kukacokat esznek. Kihallgatta őket, amint arról beszélnek, hogy milyen jó lenne a vándorpapot is felfalni. Szerencséjére eszébe jutott egy régi szöveg, amiben olvasott ilyen lényekről. A szövegben az állt, hogy ha a testet elviszik egy másik helyre, akkor a fej nem tud többé hozzákapcsolódni. Amikor a fej észreveszi a teste elmozdítását, akkor félelmében háromszor a padlóhoz csapja magát és meghal. Az utasítások szerint járt el a pap, így megmenekült, az egyik fejet pedig szuvenírként magával vitte.

## Megjelenése a populáris kultúrában
- Kanojo wa Rokurokubi című romantikus mangában a főszereplőnő egy rokurokubi.
- A Ghibli stúdió Pom Poko animációs filmjében a szellemfelvonulásnál megjelennek.
- Hellboy: Sword of Storms című animációs filmben, ami az amerikai Hellboy képregényt adaptálta.
- A Yo-kai Őrzők animációs sorozatokban és játékokban Lady Longnek nevű yo-kai is egy rokurokubi.
- Rosario + Vampire című animében az egyik diák, Kubisaku Nagai is ilyen lény.
- Yôkai Hyaku Monogatari  című japán horrorfilmben és annak folytatásaiban is feltűnik több más jókaijal együtt.
- Gegege no Kitarou című mangában, majd annak anime és élőszereplős film adaptációjában is megjelenik.
- Nioh nevű 2007-es videójátékban a rokurokubi egy ellenséges karakter.

## Hasonló lények más kultúrák történeteiben
A rokurokubihez és nukekubihez hasonló szellemekről, démonokról szóló történet nem csak Japánban, hanem a világ több másik kultúrájának mitológiájában is megjelenik. A kínai hitoban és rakuto is ilyen lények. Az első inkább a rokurokubihez hasonló, míg a második a nukekubihez, mivel az ő feje is képes különválni teljesen a testétől. Valószínűleg ez a két lény volt az inspirációja a japán történeteknek. Indonéziai leyak egy égő fej, ami inkább egy állatra hasonlít. Malajziai penanggalan egy női alak, akinek a feje szintén éjjel válik le a testéről, de gerincével és ahhoz kapcsolódó belső szerveivel együtt. Repülve vadászik, de csak újszülöttek vagy nemrég szült nők vérével táplálkozik. Penanggalannal szinte teljesen megegyező női szellem a thaiföldi krasue, a kambodzsai ap és az laoszi kasu. A chonchonról szóló mesék Dél-Amerikából származnak. Egyes vélemények szerint gonosz varázsló, akinek a feje úgyszintén éjjel kapcsolódik le a testéről, és a füleit szárnyként használva repül. Nukekubihoz hasonlóan emberi vérrel táplálkozik, amit alvókból szív ki.